# スカッと朝いち番!
『スカッと朝いち番！』（スカッとあさいちばん）は、2008年9月29日から2016年3月25日まで宮崎放送（MRTラジオ）で平日6:30 - 8:30に放送されていた朝のワイド番組。略称は「スカ朝！」で、一部コーナーのタイトルにも使われていた。

## 概要
2007年3月に『MRTさわやかモーニング』が終了して以来の、朝の時間帯のみに放送のワイド番組。朝の6:30から昼の11:00まで放送されていた長時間ワイド『MRTスーパーワイドバリッと朝』の枠を一部譲り受ける形でスタートした。
放送時間は毎週月曜 - 金曜 6:30 - 8:30（日本標準時）。内容はニュース・天気予報・交通情報が中心で、途中全国ネットの番組を練り回しながら進行していた。
放送期間中、宮崎放送公式サイト内に本番組について特集したページ（番組公式サイト）が設けられたことはなく、毎回ラジオ週間番組表にその日の放送内容内訳（タイムテーブル）が記されるのみであった。
番組は2016年春の改編で終了し、替わって『田代剛のひなたんラジオ』がスタートした。

## 出演者
最終回時点での担当者を記載。
- 月曜：田中三枝子
- 火曜：前田晶子（元宮崎放送アナウンサー）
- 水曜：倍友子
- 木曜：横山美和（元テレビ宮崎アナウンサー）
- 金曜：薗田潤子（元宮崎放送アナウンサー）

## タイムテーブル
最終回時点でのタイムテーブルを記載。
- 6:30 - オープニング、MRTニュース
- 6:40 - 河村通夫の大自然まるかじりライフ
- 6:50 - JFマリンバンク海の天気予報（企画ネット番組）
- 6:55 - ケンコーラジオショッピング
- 7:00 - ENEOSプレゼンツ あさナビ
- 7:10 - やじうまニュースネットワーク
- 7:25 - スカ朝！交通情報、MRTニュース
- 7:30 - 武田鉄矢・今朝の三枚おろし
- 7:40 - アンクルマイクのビューティフルモーニング
- 7:45 - 歌のない歌謡曲（企画ネット番組）
- 8:00 - 話題のアンテナ 日本全国8時です
- 8:15 - MRTニュース、天気予報
- 8:20 - SUZUKIハッピーモーニング・鈴木杏樹のいってらっしゃい
- 8:25 - エンディング